# 여성 프로그램
여성 프로그램(program for women)는 여성 및 주부층 대상으로 취미와 가정, 교양을 통해, 장르별 편성하는 프로그램이다.

## 같이 보기
- 여성
- 건강
- 여성지
- 남성